# Tor Edvin Dahl
Tor Edvin Dahl (* 10. September 1943 in Oslo) ist ein norwegischer Schriftsteller und Journalist. Er veröffentlichte auch unter dem Pseudonym David Torjussen.

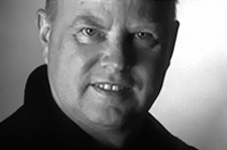
Tor Edvin Dahl, Foto von Jan Erik Friis

## Leben
Tor Edvin Dahl ist der Sohn von Josef Dahl (1914–1995) und dessen Frau Evy Alice Holmen (* 1915). Er besuchte zunächst ein Lehrerseminar in Sagene und begann nach seinem Abschluss 1967 ein Studium der Philologie. Dieses brach er jedoch bald ab, um als Literaturkritiker für die Zeitung Aftenposten sowie als freier Schriftsteller tätig zu werden. Sein erstes Buch, die Kurzgeschichtensammlung En sommer tung av regn wurde 1968 veröffentlicht. 1973 erschien der Roman Guds tjener, der als sein wichtigstes Werk gilt. Er beschäftigt sich darin mit der Pfingstbewegung, der seine Eltern angehörten, und die ihn daher stark beeinflusst hat. 2006 und 2008 veröffentlichte er mit Basunen und Miraklenes år zwei weitere Romane, die sich mit dem Thema beschäftigen.
1973 erhielt er den Literaturpreis Gyldendals legat sowie für den unter dem Pseudonym David Torjussen veröffentlichten Kriminalroman Etterforskning pågår den Riverton-Preis. Unter diesem Pseudonym schrieb er bis 1985 noch acht weitere Kriminalromane. Für seine Übersetzung des Kinderbuchs The Witches von Roald Dahl (dt. Titel: Hexen hexen, norw. Titel: Heksene) erhielt er 1986 den Bastianpreis. Ab 1997 veröffentlichte er weitere Krimis unter seinem eigenen Namen.
Er schrieb auch Drehbücher, Kinderbücher sowie Sachbücher, darunter zwei Biographien des Predigers Aage Samuelsen und ein Buch über die Pfingstbewegung. Außerdem verfasste er Lehrbücher für den Religionsunterricht. Insgesamt hat Dahl über hundert Bücher veröffentlicht. Er gilt damit als einer der produktivsten zeitgenössischen Schriftsteller Norwegens.

## Werke

### Kurzprosa
- 1968: En sommer tung av regn
- 1974: Hege og Lind. To fortellinger om kjærlighet

### Romane
- 1972: Den andre
- 1973: Guds tjener
- 1973: Etterforskning pågår (als David Torjussen)
- 1975: Ung pike funnet død (als David Torjussen)
- 1975: Romanen om Eva
- 1981: Morderens ansikt (als David Torjussen)
- 1981: Renate
- 1982: Abrahams barn
- 1983: Reisen
- 1984: Døden i telefonen (als David Torjussen)
- 1985: Gjemt i mur (als David Torjussen)
- 1987: Venner
- 1997: Døden er deres hyrde
- 1999: Døden gir tilbake
- 2001: Skyldig til døden
- 2006: Basunen
- 2008: Miraklenes år
- 2009: Ett skritt fra døden

### Kinder- und Jugendliteratur
- 1974: Bare for en dag
- 1985: Jakten på Christina
- 1998: Josefs reise

### Sachbücher
- 1970: Samene i dag – og i morgen
- 1978; Fra seier til nederlag. Pinsebevegelsen i Norge (mit John-Willy Rudolph)
- 1979: En fargerik strøm over landet
- 1980: Broder Aage
- 1982: Den store kriminalboka (mit Nils Nordberg)
- 1984: Spillenes verden
- 1993: Hallo?! Norges telefonhistorie
- 1996: Aage Samuelsen. Ildvitnet. Gjøgleren. Mennesket (mit Jon Gangdal)
- 2010: Min bestemor elsket Synnøve Finden